# Mugur Grosu
Mugur Grosu (n. 1973, Constanța) este un scriitor, publicist și artist plastic român, membru al Uniunii Scriitorilor din România. 

## Biografie
S-a născut în 1973 în Constanța. La 5 ani a luat primele lecții de pian și a început să frecventeze clubul de jazz al lui Harry Tavitian, artist cu care avea să lege o trainică prietenie, considerându-l părintele său spiritual. A debutat literar în 1990 în revista Tomis. A fost membru fondator al Cenaclului de Marți, alături de poeții: Sorin Dinco, Mircea Țuglea, Ileana Bâja și Grigore Șoitu. Criticul literar Marin Mincu i-a publicat primele texte în volum, în antologia Starea de plasmă din 1999, și i-a girat debutul editorial, cu volumul Haltera cu zurgălăi (Editura Pontica, 2001). În 2007-2008 a fost redactor-șef adjunct al revistei Tomis.

## Cărți publicate
- Haltera cu zurgălăi (poezie, Ed. Pontica, 2001);
- Măcelărie (publicistică, Ed. Tomis, 2006);
- sms / ei respiră și fac dragoste ca și fluturii (experiment, Ed. Vinea, 2006);
- press / troleul 43 s-a spanzurat cu cordonul de la capot (experiment, Ed. Vinea, 2007 / ediția a II-a în 2009)
- Grossomodo (poezie, Ed. Tracus Arte, 2011)
- Status (experiment, Ed. Herg Benet, 2013)
- principala morengo (poezie, Casa de editură Max Blecher, 2021)
- Vedere din Uman (poezie, Ed. Brumar, 2024)
- 1994 - Cartea întâi (roman, Ed. Paralela 45, 2025)

## Antologii internaționale
- Dnevi poezije in vina, Medana = Days of poetry and wine, Medana (Ljubljana Študentska Založba, Slovenia, 2004)
- The Vanishing Point That Whistles - An Anthology of Contemporary Romanian Poetry (Ed. Talisman Press, U.S.A., 2012)
- Einladung nach Rumänien. Klassische und moderne Erzählungen (Edition Noack & Block, Germany, 2016)
- Le blues roumain: Anthologie imprévue de poésies roumaines (Editions Unicité, France, 2020)
- Le blues roumain -vol.2: Anthologie désirée de poésies (Editions Unicité, France, 2021)
- Le blues roumain - vol.3: Anthologie implausible de poésies (Editions Unicité, France, 2022)
- Rumänische Lyrikanthologie: Von den Anfängen bis heute - Band VII (Dionysos verlag, Germany, 2024) .

## Volume colective
- Starea de plasmă (Ed. Pontica, 1999)
- EroTICA (ASALT / American Research Press, 2000)
- Generația 2000 (Ed. Pontica, 2004)
- Prima mea beție (Ed. Art, 2009)
- Prima mea dezamăgire în dragoste (Ed. Art, 2009)
- Iubirea e pe 14 februarie (Ed. Vinea, 2010)
- Maratonul de poezie și jazz (Ed. Tracus Arte, 2011)
- Prima mea carte (Ed. Art, 2011)
- Maratonul de poezie, blues și jazz (Ed. Tracus Arte, 2012)
- Cele mai frumoase poeme din 2011 (Ed. Tracus Arte, 2012)
- Miez: 8 scriitori la Sebeș (Ed. Altip, 2012)
- Moș Crăciun et. Co. Cel mai rapid roman din lume (Ed. Art, 2012)
- Case vechi, design și ceva în plus. Reactivarea patrimoniului arhitectural din România (Ed. Zeppelin, 2012)
- Prima dată (Ed. Art, 2013)
- Cu fața la perete (Ed. Brumar, 2013)
- Poemarți. O antologie marțolie (Ed. Tracus Arte, 2014)
- #Rezist! Poezia (Ed. Paralela 45, 2017)
- Nu vă îngrijorați, prietenii mei (Ed. Mirador, 2018)
- Tramvaiul Poeziei  (Ed. Paralela 45, 2019)
- Dans pe calea ferată (Ed. Mirador, 2021)
- feat. Alecsandri (Ed.Muzeelor Literare, Iași, 2021)
- feat. Cazimir (Ed. Muzeelor Literare, Iași, 2021)
- feat. Codreanu (Ed. Muzeelor Literare, Iași, 2021)
- feat. Eminescu (Ed. Muzeelor Literare, Iași, 2021)
- feat. Topârceanu (Ed. Muzeelor Literare, Iași, 2021)
- Cartea Sângeorzului, vol III (Ed. Charmides, 2023)
- Poemele izolării (Ed. Muzeelor Literare Iași, 2023)
- Fluture pe perdea / Alexandru Andrieș (Ed. Paralela 45, 2023)
- Lucruri mărunte. Copilăria în comunism, vol. II (Ed. Muzeelor Literare Iași, 2024)
- 30. Antologie aniversară Paralela 45 (Ed. Paralela 45, 2024)
- Doar o vorbă să-ți mai spoon: River. O antologie de epitafuri românești (Ed. Paralela 45, 2025)

## Premii și distincții
- Premiul pentru poezie la Festivalul național Cristian Popescu, ed. a II-a, 1998
- Premiul pentru debut al USR filiala Dobrogea, pentru volumul "Haltera cu zurgălăi", 2001
- Premiat la "Bursa de texte noi românești" de la Dramafest pentru piesa de teatru Blackout, 2008
- Premiul Experimentiuk! al revistei Tiuk! pentru volumul "Troleul 43 s-a spânzurat cu cordonul de la capot", 2009
- Premiul pentru poezie la Salonul Internațional de Carte din Republica Moldova, 2011
- Premiul Experimentiuk! al revistei Tiuk! pentru volumul "Status", 2013
- Premiul pentru cea mai bună carte de poezie a anului 2021 la Festivalul „Nicolae Labiș ed. a 54-a” - volumul „principala morengo”

## Festivaluri internaționale
- Days of poetry & wine - Medana, Slovenia, 2004
- Avangarda românească - ICR / ICARE, București, 2006
- Oskar Pastior, ed. a II-a, Sibiu, 2008
- Luna 9 a Bucureștiului în Praga - I.C.R. Praga, Cehia, 2009
- Festivalul Internațional de Literatură București - ed. a VIII-a, 2015
- fEAST Theatre - ed. a II-a, Londra, 2017
- FILIT Iași, 2017, 2021
- eXplore festival - ed. a XIV-a, București, 2019
- Jazzx, Timișoara, 2023
- FILIT Chișinău, 2023